# Чернушка (Удмуртия)
Чернушка — деревня в Якшур-Бодьинском районе Удмуртской Республики России.

## География
Деревня находится в центральной части республики, в зоне хвойно-широколиственных лесов, на левом берегу реки Чернушки, при железнодорожной линии Ижевск — Балезино, на расстоянии примерно 16 километров (по прямой) к юго-западу от села Якшур-Бодья, административного центра района.

### Климат
Климат характеризуется как умеренно континентальный, с продолжительной холодной многоснежной зимой и относительно коротким тёплым летом. Среднегодовая многолетняя температура воздуха составляет 2,4 °С Средняя температура воздуха самого тёплого месяца (июля) — 18 °C (абсолютный максимум — 36,6 °C); самого холодного (января) — −15 °C (абсолютный минимум — −47,5 °C). Среднегодовое количество атмосферных осадков составляет 532 мм, из которых большая часть выпадает в тёплый период.

### Часовой пояс
Деревня Чернушка, как и вся Удмуртская Республика, находится в часовой зоне МСК+1. Смещение применяемого времени относительно UTC составляет +4:00.

## Население
| 2010 | 2012 |
| ---- | ---- |
| 8    | ↘7   |

### Национальный состав
Согласно результатам переписи 2002 года, в национальной структуре населения русские составляли 91 % из 11 чел.